# Synagogue de Bastia Beth Meir
La synagogue Beth Meir fondée en 1934 est située 3 rue du Castagno à Bastia, en Corse.

## Histoire de la communauté
L'arrivée des "Syrianos" de Palestine :
Pendant la Première Guerre mondiale, des familles juives originaires d'Algérie et du Maroc mais résidentes à Tibériade et à Alep (villes aujourd'hui situées en Israël et en Syrie mais faisant partie de l'Empire Ottoman) refusent d'être enrôlées aux côtés des Allemands. Bénéficiaires de la nationalité françaises grâce aux décret Crémieux et au traité de Fez, ces familles sont expulsées à l'été 1915 via les ports de  Beyrouth et de Jaffa sur deux navires américains. Après une escale en Crète d'où les israélites sont finalement refoulés, ils sont embarqués sur des navires français jusqu'à Ajaccio en Corse où ils débarquent le 14 décembre 1915. Rapidement la solidarité s'organise vis-à-vis de ces 744 réfugiés dont environ 200 enfants. Le préfet de Corse M. Henry, secondé par le maire d’Ajaccio M. Pugliest-Conti et par l'Alliance Israélite Universelle  organisent leur hébergement dans l’ancien séminaire catholique de la ville. Les enfants sont scolarisés : 35 petits en maternelle et 142 en primaire. L'ancien rabbin de Tibériade Jacob Aknine est chargé du culte au sein du Comité Israélite Franco-syrien. Rapidement des tensions apparaissent entre les Juifs d’origine algérienne et ceux d'origine marocaine qui sont exclus du Comité. Finalement, ces derniers, soit environ 180 personnes, sont transférés à Bastia en février 1916 et sont installés dans les docks du nouveau port et dans la citadelle. Là, "Les Syrianos" se lient aux 150 "Turchinos"  qui ont fui Constantinople dans les années 1890 pour s'installer à Bastia, principal port marchand de l’île. Une organisation communautaire plus solide s'organise. Dans les mois qui suivent, l’Association cultuelle israélite de Bastia est fondée, conformément à la loi de 1901. Salomon Bensamoun est nommé grand rabbin. Une synagogue plus vaste que le temple précédent est improvisée dans une salles des docks. La communauté voisine de Livourne fait don d’un Sepher Tora.
Le 4 août 1920, alors que Jérusalem vient d'être placée sous mandat britannique, les réfugiés volontaires embarquent via Beyrouth pour la Palestine. Quelques familles pourtant décident de rester en Corse, à Bastia. Dans les décennies suivantes, certains anciens réfugiés qui finalement n'ont trouvé que misère et violence en Palestine, reviennent à Bastia.

### Création de la Synagogue actuelle
Le rabbin Meir Toledano dont le jeune frère s'était réfugié provisoirement en Corse et qui, séduit par le récit qu'on lui fit de cette ville où il faisait bon vivre, décidât de s'y établir avec sa femme et ses enfants en 1924. C'est lui qui donne l'impulsion pour créer la synagogue Beth Knesset Beth Meir, (en hébreu :  בית כנסת בית מאיר) qui fait référence au rav Meïr, un des docteurs de la Mishna. La synagogue est installée dans un appartement en rez de chaussée du centre historique proche du vieux port.
Bien que n'étant pas conçu pour servir de lieu de culte, l'appartement de style pisan offre un espace cultuel remarquable avec des plafonds voûtés en double berceaux qui sont peints par Guy-Paul Chauder. Une pièce de prière principale distribue une salle pour les femmes et un beth midrash. L'ensemble est complété par une vaste pièce d'accueil et une cuisine.

### Situation de la communauté juive pendant la seconde guerre mondiale
Pendant la Seconde Guerre mondiale, alors que 85 000 soldats italiens et 15 000 Allemands occupent l'île, et que, comme ailleurs, des lettres dénoncent les Juifs, la communauté juive est protégée par le préfet du département de Corse Paul Balley. Malgré tout, les familles de Corse du sud sont assignées à résidence tandis que les hommes de la communauté de Bastia, entre 60 et 80 individus, sont internés à Asco de mai à septembre 1943. Mais aucun juif français n'est déporté vers les centres d'extermination nazis. A la libération de la Corse, premier département français libéré, le 4 octobre 1943, les prisonniers sont libérés,,,.

### Rapatriement des pieds noirs et des juifs séfarades vers la Corse
En 1962, de nombreuses familles originaires d'Algérie se réfugient en Corse. Même si pour la majorité de ces « rapatriés » l’installation en Corse n’est que provisoire quelques familles s'y établissent permettant ainsi à la synagogue de Bastia de demeurer un lieu de convergence pour la communauté dont le culte sera assuré par le rabbin Toledano jusqu'à son décès en 1970.

### Pérennisation de la Synagogue
En 1972, la synagogue est acquise par souscription du Fonds social juif unifié. La synagogue est gérée par l'Association cultuelle et culturelle israélite de Corse, rattachée au Consistoire central israélite de France.Elle possède aussi un carré réservé au cimetière municipal. En 2005, 200 Juifs vivaient en Corse dont 35 familles à Bastia et 15 à Ajaccio.
Il n’y a plus de ministre du culte depuis le départ du Rabbin Albert Harrosch, nommé à la synagogue de Bayonne en 1985.
La synagogue est fermée la majorité de l’année, à l’exception de quelques jours, notamment lors de la commémoration des crimes racistes et antisémites, courant juillet. 
Malgré le regain d'antisémitisme en France, la communauté juive de Corse vit en totale intégration parmi la société Corse.L'île est qualifiée d'île des Justes en raison de son rôle d'asile pour de nombreux juifs durant la guerre et surtout de l'absence de déportation. À la suite du 7 octobre 2023, la Corse fait partie d'un programme d'accueil des familles juives menacées programme piloté entre autres par l'association cultuelle israélite de Corse qui gère la synagogue de Bastia. Aujourd'hui les corses restent très attachés à la présence dans le centre historique de la ville de cette synagogue consistoriale de l'île